# Парамоново (Нижньогородська область)
Парамоново (рос. Парамоново) — присілок в Ковернинському районі Нижньогородської області Російської Федерації.
Населення становить 13 осіб. Входить до складу муніципального утворення Горєвська сільрада.

## Історія
Від 2009 року входить до складу муніципального утворення Горєвська сільрада.

## Населення
| 2002 | 2010 |
| ---- | ---- |
| 26   | ↘13  |